# Beale Street Blues

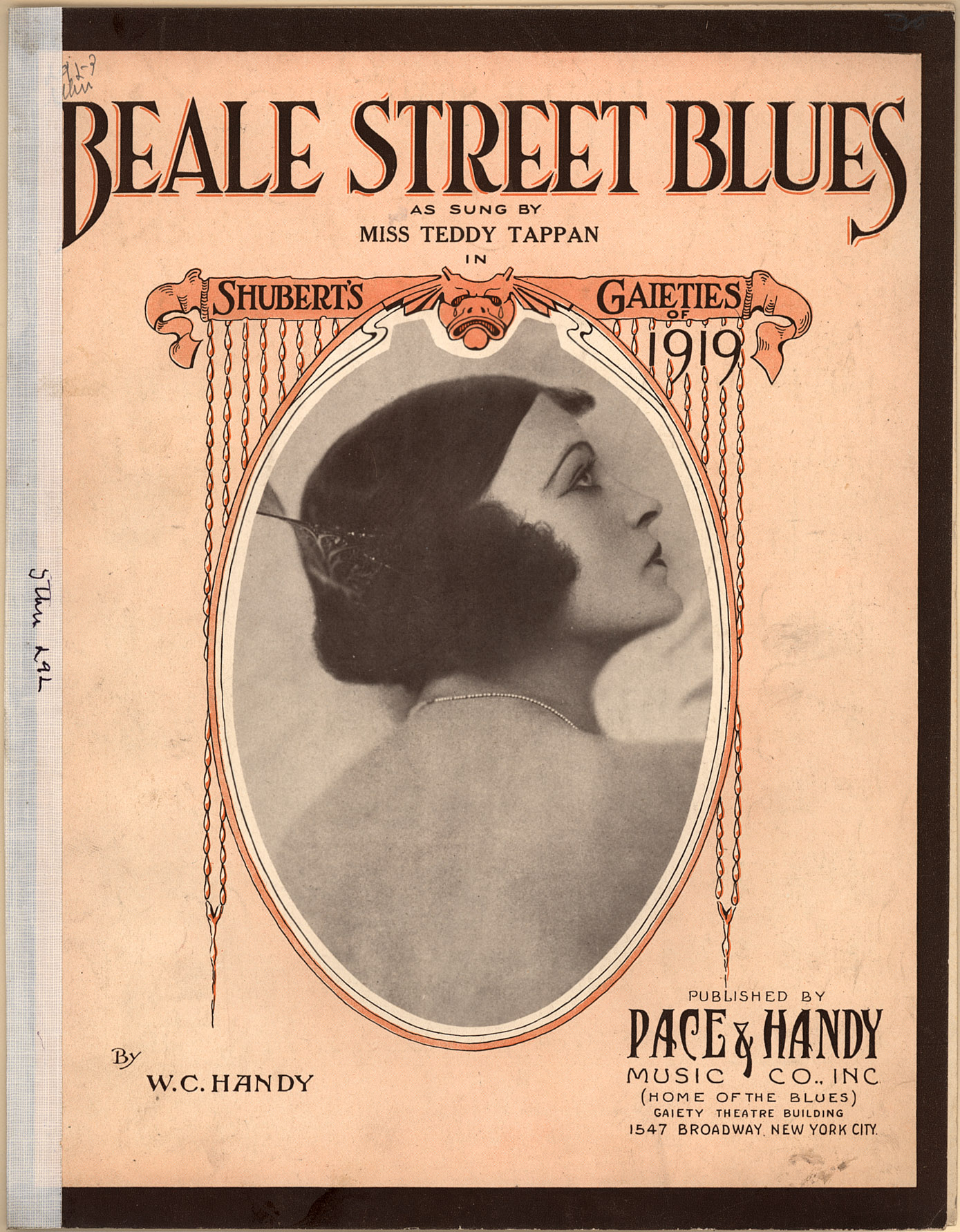
Omslagssidan till nothäfte för Beale Street Blues.

Beale Street Blues är en amerikansk sång skriven 1917 av W.C. Handy. Titeln kommer från gatan Beale Street i Memphis, Tennessee som var ett centrum för afroamerikansk musik i staden. Den har spelats in av bland andra Marion Harris 1921, Jelly Roll Morton 1927, Tommy Dorsey 1937, Jack Teagarden 1939 och 1956, Duke Ellington 1946, Lena Horne 1947, Shirley Bassey 1957 och Eartha Kitt 1958.